# Adrien Jeudy
 (janvier 2022).
Pour les articles homonymes, voir Jeudy.
Adrien Jeudy est un homme politique français né le 11 mai 1795 à Latillé (Vienne) et décédé le 5 décembre 1865 à Latillé.
Propriétaire agriculteur, il est conseiller général du canton de Vouillé et maire de Latillé. Il est élu député en 1848, sans avoir été candidat, siégeant avec les partisans du général Cavaignac. Il démissionne en décembre 1848.

## Sources
- « Adrien Jeudy », dans Adolphe Robert et Gaston Cougny, Dictionnaire des parlementaires français, Edgar Bourloton, 1889-1891 [détail de l’édition]